# Onesia niuginii
Onesia niuginii este o specie de muște din genul Onesia, familia Calliphoridae, descrisă de Hiromu Kurahashi în anul 1987. Conform Catalogue of Life specia Onesia niuginii nu are subspecii cunoscute.